# 奥尔莱克斯
奥尔莱克斯（法語：Orleix，法語發音：[ɔʁlɛks]）是法国上比利牛斯省的一个市镇，位于该省西北部，属于塔布区。

## 地理
奥尔莱克斯（43°16'46"N, 0°7'14"E）面积8.28 平方千米，位于法国奧克西塔尼大區上比利牛斯省，该省份为法国西南部内陆省份，北至热尔省，西接大西洋比利牛斯省，南与西班牙接壤，东临上加龙省。
与奥尔莱克斯接壤的市镇（或旧市镇、城区）包括：欧朗桑、欧雷扬、布兰、布尔、希镇、杜尔斯、奥莱阿克代巴、萨巴洛。
奥尔莱克斯的时区为UTC+01:00、UTC+02:00（夏令时）。

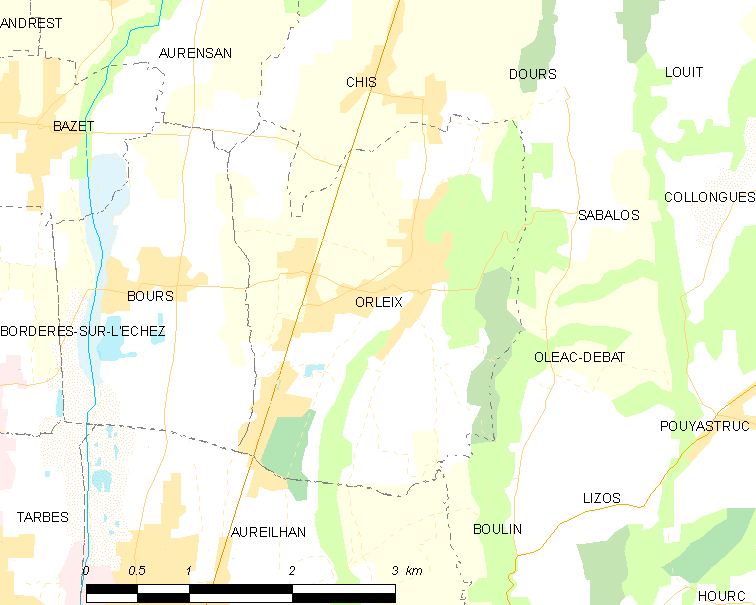
奥尔莱克斯的OSM定位图

## 行政
奥尔莱克斯的邮政编码为65800，INSEE市镇编码为65340。

## 政治
奥尔莱克斯所属的省级选区为埃谢兹河畔博代尔县。

## 人口

1962-2008年间奥尔莱克斯人口变化图示

奥尔莱克斯于2022年1月1日时的人口数量为1929人。